# Уканеті
Уканеті (груз. უკანეთი) — село в Грузії.
За даними перепису населення 2014 року в селі проживає 319 осіб.